# Renteng (Praya)
Renteng is een bestuurslaag in het regentschap Centraal-Lombok van de provincie West-Nusa Tenggara, Indonesië. Renteng telt 4424 inwoners (volkstelling 2010).